# Rhythm on the River
Pour plus de détails, voir Fiche technique et Distribution.
Rhythm on the River est un film américain réalisé par Victor Schertzinger, sorti en 1940.

## Fiche technique
- Titre français : Rhythm on the River
- Réalisation : Victor Schertzinger
- Scénario : Dwight Taylor, Billy Wilder et Jacques Théry
- Photographie : Ted Tetzlaff
- Montage : Hugh Bennett
- Musique : Victor Young
- Production : William LeBaron
- Société de production : Paramount Pictures
- Pays d'origine : États-Unis
- Format : Noir et blanc - 1,37:1 - Mono
- Genre : comédie musicale
- Date de sortie : 1940

## Distribution
- Bing Crosby : Bob Sommers
- Mary Martin : Cherry Lane
- Basil Rathbone : Oliver Courtney
- Oscar Levant : Billy Starbuck
- Oscar Shaw : Charlie Goodrich
- Charley Grapewin : Uncle Caleb
- Lillian Cornell : Millie Starling
- William Frawley : Mr. Westlake
- John Scott Trotter : Lui-meme
- Jeanne Cagney : Country cousin
- Charles Lane : Bernard Schwartz
- Parmi les acteurs non crédités :
- Don Brodie : Mr. Schwartz's Stooge
- James Flavin : Detective
- Brandon Hurst : Bates
- Christian Rub : Pawnbroker
- Janet Waldo : Westlake's Receptionist
- Pierre Watkin : Uncle John